# Nikogaios Tigranjan
Nikogaios Tigranjan ( armeni ucraïnès , rus nadiu americà , també rus Тигранов Nikolai Faddejewitsch Tiganow ; RSS d'Armènia , Unió Soviètica ) va ser un compositor, pianista, musicòleg i folklorista armeni.

## Biografia
Nikogaios Tigranyan va créixer en una família educada i amant de l'art i va participar en la vida musical del seu Alexandropol natal des de ben petit. Va perdre la vista als nou anys. De 1873 a 1880 va estudiar a l'Institut per a Cecs de Viena. Aquí es va formar en teoria musical i pel pianista Wilhelm Schenner, que també va ensenyar al Conservatori de Viena. A Viena va aprendre no només música sinó també diversos idiomes. El 1880 va tornar a Alexandropol. Aquí va començar a arranjar cançons i balls per a piano. El 1887 va publicar la seva primera col·lecció Cançons transcaucásicas i danses populars per a piano. Va ser la primera vegada que la música tradicional de Transcaucàsia es traduïa per a instruments europeus. El 1893 va estudiar composició a Sant Petersburg amb Solovyov i Rimsky-Korsakov.
A partir de 1894 va viatjar a Transcaucàsia, el Caucas, Rússia i Europa. En els seus viatges va ensenyar, però també va actuar com a pianista. Va recollir cançons i danses tradicionals, de les quals també va fer les primeres gravacions d'àudio. Sobretot, va col·leccionar música Mugham. Sovint els va utilitzar a l'original, però també va fer arranjaments per al piano. També va ser el primer a traduir aquesta música a la música orquestral moderna. El 1898 va conèixer Aleksandr Spendiarjan per primera vegada a Sant Petersburg, amb qui va compartir interès per la música oriental. A l'Exposició Universal de París (1889) se li va concedir una medalla de bronze per col·leccionar i promocionar melodies orientals. Les activitats en aquesta àrea es van fer cada cop més conegudes. L'any 1922 va fundar una escola per a cecs a Alexandropol i es va convertir en director. El 1924 va obrir una escola de música amb D. Ghazarjan. Va ser el primer a introduir el braille a Armènia. El 1934 va anar a Erevan. A les dècades de 1930 i 1940 va compondre obres per a diversos conjunts instrumentals i va arranjar les seves obres per a piano per a orquestra. Compositors posteriors com Alexander Spendiaryan, Mikhail Mikhailovich Ippolitov-Iwanov i Aram Khachaturian van utilitzar el material musical recollit per Tigranyan per a les seves pròpies composicions. El 1933 va ser nomenat Artista Honorat de la RSS d'Armènia i Heroi del Treball el 1936. L'escola d'art de Gyumri va rebre el nom de Tigranyan.

## Obres (selecció)
Obres orquestrals

- Mugamy Tschargja, 1936
- Bajati Kurd, 1936
- Gjarejli, 1937
- Schikjasta, 1937
- Östlicher Marsch, 1937

úsica de cambra

- Schachnas per a violí i piano, 1895
- Bajati Schiras, Surnn trngi, Nowrus Arabi dljastrun per a quartet de corda, 1936
- Lieder amb acompanyament de piano

Col·leccions de música tradicional

- Cançons i danses populars transcaucàsiques, 1887
- Danses populars armènies, 1896
- Danses populars armenies, 1935